# Paul Bergon
Paul Bergon (* 1863 in Paris; † Ende Januar 1912 ebenda) war ein französischer Fotograf des Piktorialismus, Musiker und Naturwissenschaftler.

## Leben

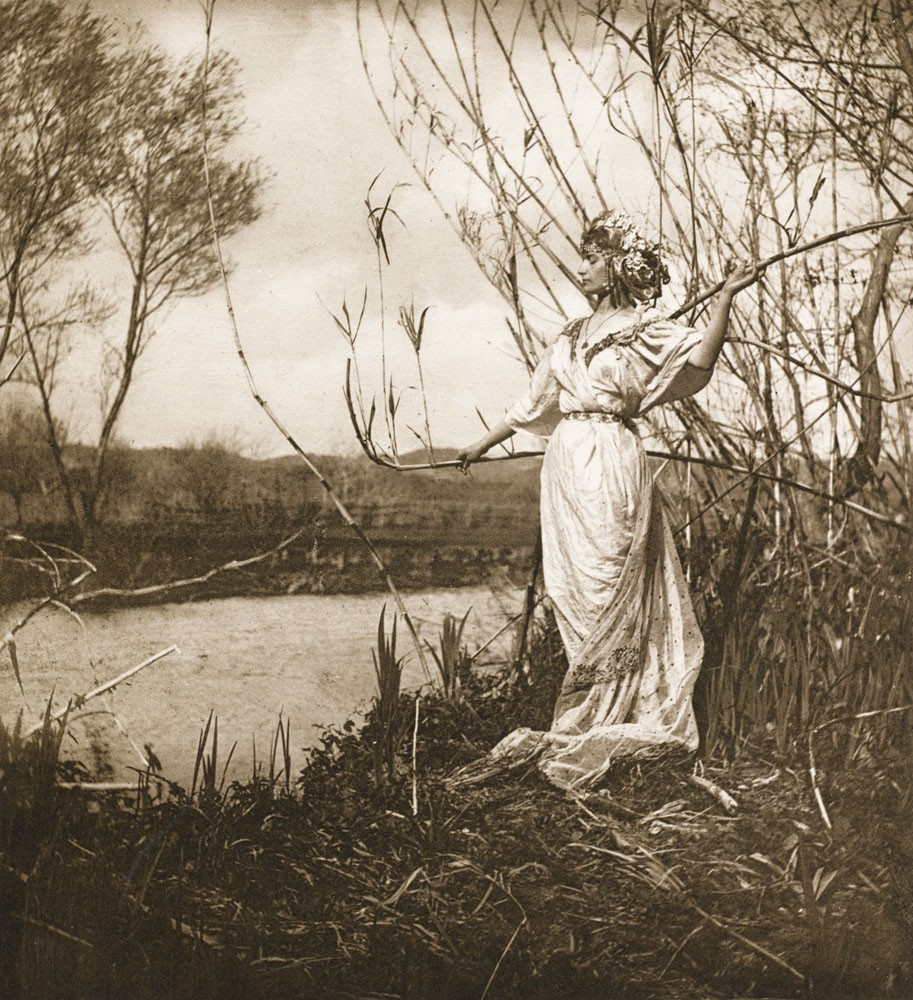
Eine Königstochter, 1898, erschienen in: Die Kunst in der Photographie

Bergon, einziger Sohn eines Bankiers aus Figeac, hat eine musikalische Ausbildung bei Théodore Dubois und Léo Delibes erhalten.  Er fing 1885 mit dem Fotografieren an. Seit seiner collège-Zeit sammelte er fossile Kieselalgen. 1892 veröffentlichte er auf Ratschlag Maurice Peragallos Diatomiste de Tempère, welches Mikrofotografien von Kieselalgen enthielt. Bis 1895 machte er sowohl zu Dokumentations- als auch zu Souvenirzwecken fotografische Aufnahmen. 1893 wurde er Mitglied der Société française de photographie. In deren Rahmen stellte er eine Stereoskop-Kamera vor, die sich besonders für detailgetreue botanische Aufnahmen geeignet haben soll.
Ab 1895 verfolgte er dann auch künstlerische Ansätze in der Fotografie und widmete sich nun statt der dokumentierenden der Aktfotografie. Mittlerweile war er auch Mitglied des Photo-Club de Paris und nahm an jeder Ausstellung des Clubs teil. Bis 1908 verwendete er für seine Arbeiten fast ausschließlich das Kohleverfahren, gleichwohl von ihm auch zweifarbige Gummidrucke sowie Öldrucke erhalten sind. Seine Fotografien entstanden vornehmlich auf der Île d’Herblay bei Herblay-sur-Seine im Val-d’Oise.
1892 schuf er gemeinsam mit seinem Neffen René Le Bègue, sowie Robert Demachy und Constant Puyo, allesamt ebenfalls Mitglieder des Photo-Club, die Illustrationen zum Buch Costume d’Atelier. Die Zusammenarbeit mit seinem Neffen setzte er 1898 bei dem Buch Le Nu et le Drapé en Plein Air fort. 1901 zog er aus gesundheitlichen Gründen nach Arcachon und baute dort seine naturwissenschaftliche Sammlung weiter aus.
Auch war er als Orchideeologe bekannt, hier schrieb er als Co-Autor mit Aimée Antoinette Camus und ihrem Vater eine Abhandlung darüber.
1909 gewann er den Prix Thore der Académie des sciences für seine Kieselalgenstudien. Bergon hatte großes Interesse am Autochromverfahren und besorgte sich die Ausrüstung zu dessen Anwendung.
Neben den Photo-Club-Ausstellungen in Paris, aber auch Lüttich (1905), nahm er an Ausstellungen in Turin 1902 sowie 1903 in Budapest teil. Er hinterließ etwa 5.000 Negative.